# Iunakî, Ciutove
Iunakî (în ucraineană Юнаки) este un sat în comuna Zelenkivka din raionul Ciutove, regiunea Poltava, Ucraina.

## Demografie
Componența lingvistică a localității Iunakî
     Ucraineană (100%)
Conform recensământului din 2001, toată populația localității Iunakî era vorbitoare de ucraineană (100%).